# イザベル・ド・ヴィルアルドゥアン
イザベル・ド・ヴィルアルドゥアン（仏: Isabelle de Villehardouin, 1260/3年頃 - 1312年1月21日）は、アカイア公国の第4代君主ギヨーム2世・ド・ヴィルアルドゥアンの長女、公位継承者・共同統治者（1289年 - 1307年）。男子継承者のいなかった父ギヨーム2世にとって、イザベルはその系譜を継ぐ重要な後継者であった。イザベルは精力的な女性として父の意志を継ぎ、アカイア公国の存続に尽力した。

## 生涯
イザベルは父ギヨーム2世がシチリア王シャルル1世・ダンジューと締結したヴィテルボ協定（1267年）に基づき1271年5月28日、イタリアのトラーニにてシャルルの息子フィリップ（イタリア名フィリッポ）と結婚した。しかし夫フィリップは1277年、まだイザベルの父ギヨーム2世も義父シャルル1世も存命中に死去し、2人には子供がいなかった。このため、翌1278年のギヨームの死後、ヴィテルボ協定に基づいてシャルル1世がアカイア公位に就いた。シャルルの死（1285年）の後はフィリップの兄シャルル（カルロ）2世が継いだ。
イザベルはアカイア公位をヴィルアルドゥアン家に取り戻すべく、1289年9月16日、ラテン帝国継承者の近親フロラン・ド・エノー（エノー伯ジャン1世の子）と再婚する。シャルル2世はこの結婚によるイザベル・フロラン夫妻のアカイア公位請求権を認め、両名に譲った。両者はシャルルに忠誠を誓い、その臣下として共同統治を開始した。
フロランは1297年に死去し、イザベルは新たな共治者を求めて1301年2月12日にフィリップ・ド・サヴォワと3度目の結婚に踏み切った。しかしシャルル2世はこの共同統治に難色を示し、1306年6月5日にフィリップを廃して自分の息子ターラント公フィリッポ1世をアカイア公位に据えた。イザベルは翌1307年、前夫フロランの生家のあるエノー伯領（現ベルギー）へと移住した。
イザベルは1312年1月21日（1311年中に死去していたとする説もある）に死去し、ヴィルアルドゥアン家は事実上断絶した。しかし、なお娘マオー・ド・エノーがアカイア公位請求権を維持して政治活動を継続する事となった。

## 家族
第1の夫フィリップ・ダンジュー（Philippe d'Anjou, 1277年没） - ナポリ・シチリア王シャルル1世・ダンジューの息子。1271年5月28日に結婚。子供はなし。
第2の夫フロラン・ド・エノー（Florent de Hainaut, 1255年 - 1297年1月23日） - エノー伯ジャン1世の末子。ラテン帝国皇室の血縁者でボードゥアン1世の曾孫にあたる。1289年12月16日結婚。1女が生まれた。
- マオー・ド・エノー（Mahaut de Hainaut, 1293年11月30日 - 1331年）- 1299年にアテネ公ギュイ2世の妻。死別後、1313年にルイ・ド・ブルゴーニュ（ロベール2世の息子）と結婚、のちジョヴァンニ・ディ・ドゥラッツォと結婚。

第3の夫ピエモンテ領主フィリップ・ド・サヴォワ（Philippe de Savoie, 1278年 - 1334年9月25日） - サヴォワ伯家出身。1301年2月12日結婚。1女が生まれた。
- マルグリット・ド・サヴォワ（Marguerite de Savoie, 1306年 - 1376年） - 1324年にルノー・ド・フォレ（1371年没、フォレ伯ジャン1世の子）と結婚